# Развој светског рекорда на 3.000 метара са препрекама за жене
Светски рекорди у дисциплини трчања на 3.000 метара са препрекама у женској конкуренцији, које ИААФ званично признаје, воде се од 2000. године.
Да данас (30.6.2017.) ИААФ је ратификовао укупно 10 светска рекорда у женској конкуренцији.

## Ратификовани рекорди

### Рекорди од 2000. године
Рекорди не ратификовани од ИААФ-а
| Време   | Атлетичарка              | Земља      | Место              | Датум            | Трајање                       |
| ------- | ------------------------ | ---------- | ------------------ | ---------------- | ----------------------------- |
| 9:43,64 | Кристина Касандра        | Румунија   | Букурешт, Румунија | 7. август 2000.  | 23 дана                       |
| 9:40,20 | Кристина Касандра        | Румунија   | Ремс, Француска    | 30. август 2000. | 10 месеци и 9 дана            |
| 9:25,31 | Јустина Бак              | Пољска     | Ница, Француска    | 9. јул 2001.     | 10 месеци и 27 дана           |
| 9:22,29 | Јустина Бак              | Пољска     | Милано, Италија    | 5. јун 2002.     | 15 дана                       |
| 9:21,72 | Алесја Турова            | Белорусија | Острава, Чешка     | 20. јун 2002.    | 1 месец и 7 дана              |
| 9:16,51 | Алесја Турова            | Белорусија | Гдањск, Пољска     | 27. јул 2002.    | 1 година и 14 дана            |
| 9:09,33 | Гулнара Самитова         | Русија     | Тула, Русија       | 10. август 2003. | 10 месеци и 24 дана           |
| 9:01,59 | Гулнара Самитова         | Русија     | Ираклион, Грчка    | 4. јул 2004.     | 4 године, 1 месец и 13 дана   |
| 8:58,81 | Гулнара Самитова-Галкина | Русија     | Пекинг, Кина       | 17. август 2008. | 8 година и 9 дана             |
| 8:52,78 | Рут Џебет                | Бахреин    | Париз, Француска   | 26. август 2016. | 1 година, 10 месеци и 24 дана |
| 8:44,32 | Беатрис Чепкоеч          | Кенија     | Монако, Монако     | 20. јул 2018.    | 7 година и 40 дана            |